# Metaliszt stadion
A Metaliszt (ukrán betűkkel: Металіст [стадіон], magyar átírásban: Metaliszt [sztagyion]) egy labdarúgó-stadion az ukrajnai Harkivban,
A stadion az FK Metaliszt Harkiv nevezetű helyi csapat otthonául szolgál, illetve a 2012-es labdarúgó-Európa-bajnokság egyik helyszíne. Befogadóképessége 38 633 fő számára biztosított, amely mind ülőhely.

## Története
A harkivi stadiont 1925-ben építették, mely története során négy nagyobb horderejű felújításon is átesett. Először az 1960-as évek közepén a nyugati oldalt renoválták. A következő felújítási munkálatok 1970-ben kezdődtek és négy évvel később fejeződtek be. Ekkor a létesítmény befogadóképességét kibővítették és ellátták információs központtal, szállodával, edzőteremmel. 1979-ben a keleti és déli lelátó kapott új külsőt. 
Ukrajna 2007 áprilisában nyerte el a 2012-es labdarúgó-Európa-bajnokság társrendezési jogát. A harkovi stadiont a pályázatban foglaltak szerint újították fel, hogy alkalmas legyen az EB megrendezésére. A munkálatok 2009-ben kezdődtek és 2009. december 5-én tartották a stadionavatót. A létesítményt 38 633 főre tervezték, ahol a 2012-es labdarúgó-Európa-bajnokság csoportmérkőzései közül hármat rendeznek meg.

## 2012-es Európa-bajnokság
A következő csoportmérkőzéseket rendezik a harkivi metaliszt stadionban
| Dátum       | Időpont (CEST / EEST) | Pályaválasztó | Eredmény | Vendég      | Forduló   | Nézők  |
| ----------- | --------------------- | ------------- | -------- | ----------- | --------- | ------ |
| 2012.06.09. | 18.00 / 19.00         | Hollandia     | 0:1      | Dánia       | B csoport | 35 923 |
| 2012.06.13. | 20.45 / 21.45         | Hollandia     | 1:2      | Németország | B csoport | 37 750 |
| 2012.06.17. | 20.45 / 21.45         | Portugália    | 2:1      | Hollandia   | B csoport | 37 445 |